# Foot Ball Club Torino 1928-1929
Questa voce raccoglie le informazioni riguardanti il Foot Ball Club Torino nelle competizioni ufficiali della stagione 1928-1929.

## stagione
Nella stagione 1928-1929 il Torino disputa il girone A del campionato di Divisione Nazionale, raccoglie 48 punti vincendo il girone con sei lunghezze di vantaggio sul Milan. In questa ultima stagione di Divisione Nazionale solo le prime due classificate dei due gironi accedono alla finale scudetto. Il titolo lo vince il Bologna, vincitore del girone B, che regola il Torino (1-0) nello spareggio giocato a Roma il 7 luglio 1929. Nelle due gare di finale nell'andata (3-1) per i rossoblù, nel ritorno (1-0) per i granata. Le prime otto classificate nei due gironi si sono qualificate al nuovo massimo campionato a girone unico, che dalla stagione prossima si chiamerà Serie A. Notevole il contributo fornito dallo spezzino Gino Rossetti che ha firmato 36 reti nelle 30 partite giocate, ma l'attacco granata è stato straripante nel corso del torneo, ha realizzato in campionato 115 reti in trenta partite, si sono distinti anche Julio Libonatti con 24 centri, delle quali 22 in campionato e 2 reti nelle finali scudetto, anche il capitano granata Adolfo Baloncieri arriva alla doppia cifra, marcando 13 reti.

## Rosa
| N. |                   | Ruolo | Calciatore            |
| -- | ----------------- | ----- | --------------------- |
|    | Italia (bandiera) | C     | Giuseppe Aliberti     |
|    | Italia (bandiera) | C     | Paolo Amadesi         |
|    | Italia (bandiera) | C     | Adolfo Baloncieri (C) |
|    | Italia (bandiera) | P     | Vincenzo Bosia        |
|    | Italia (bandiera) | A     | Giuseppe Calvi        |
|    | Italia (bandiera) | A     | Serafino Carrera      |
|    | Italia (bandiera) | C     | Enrico Colombari      |
|    | Italia (bandiera) | A     | Francesco Franzoni    |
|    | Italia (bandiera) | C     | Giacomo Giubasso      |
|    | Italia (bandiera) | C     | Antonio Janni         |
|    | Italia (bandiera) | A     | Julio Libonatti       |
|    | Italia (bandiera) | D     | Piero Martin I        |

| N. |                      | Ruolo | Calciatore          |
| -- | -------------------- | ----- | ------------------- |
|    | Italia (bandiera)    | D     | Cesare Martin II    |
|    | Italia (bandiera)    | C     | Dario Martin III    |
|    | Italia (bandiera)    | A     | Augusto Masetto     |
|    | Italia (bandiera)    | A     | Feliciano Monti III |
|    | Italia (bandiera)    | C     | Giuseppe Rossetti I |
|    | Italia (bandiera)    | C     | Gino Rossetti II    |
|    | Argentina (bandiera) | A     | Américo Ruffino     |
|    | Italia (bandiera)    | A     | Onesto Silano       |
|    | Italia (bandiera)    | C     | Mario Sperone       |
|    | Italia (bandiera)    | A     | Luciano Vezzani     |
|    | Italia (bandiera)    | D     | Giovanni Vincenzi   |

## Risultati

### Divisione Nazionale

#### Girone A

##### Gare di andata
| Arbitro: | Giulini (Lodi) |

|                                                                    |           |            |
| Rossetti II 28’, 73’, 58’, 38’ Libonatti 31’, 72’ Vezzani 39’, 63’ | Marcatori | 61’ Raggio |

| Arbitro: | Giorgi (Milano) |

|             |           |                                                                                                 |
| Marucco 83’ | Marcatori | 8’ Baloncieri 12’ (aut.) Pagliarini 56’, 65’ Vezzani 67’ Franzoni 80’ Vezzani 85’ Gino Rossetti |

| Arbitro: | Casetta (Milano) |

| |           |  |
| Gino Rossetti 4’, 83’, 20’, 13’ Vezzani 7’, 81’ Libonatti 28’, 78’, 66’ Janni 53’ Vollono 54’ (aut.) Baloncieri 72’ | Marcatori |  |

| Arbitro: | Turbiani (Ferrara) |

|               |           |                                                      |
| Piccaluga 23’ | Marcatori | 27’ Vezzani 59’, 74’ Gino Rossetti 75’, 89’ Franzoni |

| Arbitro: | Ciamberlini (Genova) |

|                                                                              |           |  |
| Colombari 17’ Baloncieri 22’ Masetto 44’ Carrera 46’, 83’ Libonatti 65’, 78’ | Marcatori |  |

| Arbitro: | Guarnieri (Milano) |

|           |           |                                             |
| Maini 31’ | Marcatori | 16’ Libonatti 18’ Gino Rossetti 70’ Vezzani |

| Arbitro: | Lenti (Genova) |

|                                                                               |           |                 |
| Gino Rossetti 21’ Vezzani 44’, 73’ Baloncieri 48’ Libonatti 67’ D. Martin 82’ | Marcatori | 46’ R. Cattaneo |

| Arbitro: | Carraro (Padova) |

|                              |           |             |
| Pastore 45’, 73’ Tansini 50’ | Marcatori | 38’ Vezzani |

| Arbitro: | Turbiani (Ferrara) |

|               |           |                                                |
| Bonivento 76’ | Marcatori | 20’ Gino Rossetti 24’ Baloncieri 68’ Libonatti |

| Arbitro: | Garbieri (Genova) |

|                                                                      |           |            |
| Baloncieri 5’, 74’ Vezzani 7’, 49’, 31’ Libonatti 10’, 37’, 16’, 65’ | Marcatori | 43’ Marini |

| Padova 23 dicembre 1928, ore 14:40 UTC+1 11ª giornata | Padova         | 0 – 0 | Torino | Stadio Silvio Appiani\| Arbitro: \| Lenti (Genova) \| |
| Arbitro:                                              | Lenti (Genova) |       |        |                                                       |

| Arbitro: | Giorgi (Milano) |

|                                                                           |           |  |
| Vezzani 13’ Baloncieri 21’ Gino Rossetti 35’, 67’, 58’ Libonatti 42’, 64’ | Marcatori |  |

| Arbitro: | Guarnieri (Milano) |

|  |           |                                 |
|  | Marcatori | 68’ Gino Rossetti 70’ Libonatti |

| Arbitro: | Lenti (Genova) |

|                                    |           |  |
| Carrera 20’ Gino Rossetti 21’, 65’ | Marcatori |  |

| Arbitro: | U. Gama (Milano) |

|  |           |                   |
|  | Marcatori | 13’ Gino Rossetti |

##### Gare di ritorno
| Arbitro: | Scarpi (Dolo) |

|                    |           |             |
| Fontana 82’ (rig.) | Marcatori | 37’ Masetto |

| Arbitro: | Bonello (Venezia) |

|                                                |           |  |
| Vezzani 22’, 29’ Baloncieri 55’, 71’ Janni 59’ | Marcatori |  |

| Arbitro: | Giorgi (Milano) |

|                    |           |                         |
| Ostromann 30’, 46’ | Marcatori | 47’ Vezzani 56’ Carrera |

| Arbitro: | Lenti (Genova) |

|                                                     |           |             |
| Libonatti 23’ F. Monti 39’ (rig.) Gino Rossetti 88’ | Marcatori | 77’ Bottaro |

| Arbitro: | Turbiani (Ferrara) |

|             |           |                               |
| Aliatis 47’ | Marcatori | 40’ Vezzani 53’ Gino Rossetti |

| Arbitro: | Mastellari (Bologna) |

|                                                                                         |           |           |
| Gino Rossetti 12’ (rig.), 85’, 78’, 35’ Libonatti 19’, 64’ Ruffino 30’, 80’ Vezzani 84’ | Marcatori | 62’ Maini |

| Arbitro: | Lenti (Genova) |

|                                  |           |                               |
| Baloncieri 18’ Gino Rossetti 47’ | Marcatori | 7’ (rig.) Pastore 63’ Aigotti |

| Arbitro: | Dani (Genova) |

|                                |           |                                  |
| Gino Rossetti 46’ Vincenzi 63’ | Marcatori | 23’, 30’ Reguzzoni 56’ A. Kregar |

| Arbitro: | Caironi (Milano) |

|                                   |           |                          |
| Banchero 34’, 46’ R. Cattaneo 73’ | Marcatori | 42’, 86’, 82’ Baloncieri |

| Arbitro: | Guarnieri (Milano) |

|  |           |                           |
|  | Marcatori | 20’ Carrera 75’ P. Martin |

| Arbitro: | Pessato (Monfalcone) |

|                             |           |              |
| Gino Rossetti 25’, 62’, 61’ | Marcatori | 75’ Prendato |

| Arbitro: | Turbiani (Ferrara) |

|  |           |              |
|  | Marcatori | 15’ Giubasso |

| Torino 2 giugno 1929 28ª giornata | Torino             | 0 – 0 | Bari | Stadio Filadelfia\| Arbitro: \| Dall'Era (Brescia) \| |
| Arbitro:                          | Dall'Era (Brescia) |       |      |                                                       |

| Arbitro: | Guarnieri (Milano) |

|                                                          |           |                   |
| Volk 15’, 84’, 53’ Bernardini 44’ Chini Ludueña 71’, 88’ | Marcatori | 63’ Gino Rossetti |

| Arbitro: | Quilleri (Brescia) |

|                                                        |           |  |
| Gino Rossetti 2’, 20’ (rig.) Libonatti 41’ Amadesi 78’ | Marcatori |  |

#### Finale scudetto
| Arbitro: | Rovida (Milano) |

|                                   |           |               |
| Della Valle 31’ Schiavio 41’, 58’ | Marcatori | 86’ Libonatti |

| Arbitro: | Lenti (Genova) |

|               |           |  |
| Libonatti 65’ | Marcatori |  |

| Arbitro: | Carraro (Padova) |

|              |           |  |
| Muzzioli 82’ | Marcatori |  |

## Statistiche

### Statistiche di squadra
| Competizione        | Punti | In casa | In casa | In casa | In casa | In casa | In casa | In trasferta | In trasferta | In trasferta | In trasferta | In trasferta | In trasferta | Totale | Totale | Totale | Totale | Totale | Totale | DR  |
| Competizione        | Punti | G       | V       | N       | P       | Gf      | Gs      | G            | V            | N            | P            | Gf           | Gs           | G      | V      | N      | P      | Gf     | Gs     | DR  |
| ------------------- | ----- | ------- | ------- | ------- | ------- | ------- | ------- | ------------ | ------------ | ------------ | ------------ | ------------ | ------------ | ------ | ------ | ------ | ------ | ------ | ------ | --- |
| Divisione Nazionale | -     | 16      | 13      | 2       | 1       | 82      | 11      | 17           | 9            | 4            | 4            | 35           | 24           | 33     | 22     | 6      | 5      | 117    | 35     | +82 |

### Statistiche dei giocatori
| Giocatore      | Divisione Nazionale | Divisione Nazionale |
| Giocatore      | Presenze            | Reti                |
| -------------- | ------------------- | ------------------- |
| G. Aliberti    | 7                   | 0                   |
| P. Amadesi     | 1                   | 1                   |
| A. Baloncieri  | 27                  | 13                  |
| V. Bosia       | 33                  | -35                 |
| G. Calvi       | 2                   | 0                   |
| S. Carrera     | 17                  | 5                   |
| E. Colombari   | 27                  | 1                   |
| F. Franzoni    | 18                  | 4                   |
| G. Giubasso    | 4                   | 1                   |
| A. Janni       | 20                  | 2                   |
| J. Libonatti   | 25                  | 24                  |
| P. Martin I    | 5                   | 1                   |
| C. Martin II   | 21                  | 0                   |
| D. Martin III  | 24                  | 1                   |
| A. Masetto     | 2                   | 2                   |
| F. Monti III   | 25                  | 1                   |
| G. Rossetti I  | 13                  | 0                   |
| G. Rossetti II | 30                  | 36                  |
| A. Ruffino     | 6                   | 1                   |
| O. Silano      | 3                   | 0                   |
| M. Sperone     | 13                  | 0                   |
| L. Vezzani     | 25                  | 21                  |
| G. Vincenzi    | 15                  | 1                   |